# Calamotropha formosella
Calamotropha formosella (лат.) — вид бабочек рода Calamotropha из семейства огнёвок-травянок (Crambidae). Индия (Нилгири) и Китай (Хайнань, Гонконг), Тайвань.

## Описание
Молевидные бабочки средних размеров. Размах крыльев взрослой особи 16,5—20,0 мм. Calamotropha formosella диагностируется по белому переднему крылу с тёмно-коричневой полосой вдоль костального края и относительно широким тёмно-коричневым терминальным краем; в гениталиях самца — по короткой и широкой вальве с глубоко вогнутой вершиной в форме буквы С, прямому фаллосу примерно в два раза длиннее вальвы, и везике с одним шиповидным корнутусом; в женских гениталиях самки — тонким протоком бурсы, не заметно отличающимся от корпуса бурсы. Вид был описан в 1961 году польским энтомологом Stanisław Błeszyński (1927—1969).